# 卡沃萨湖群

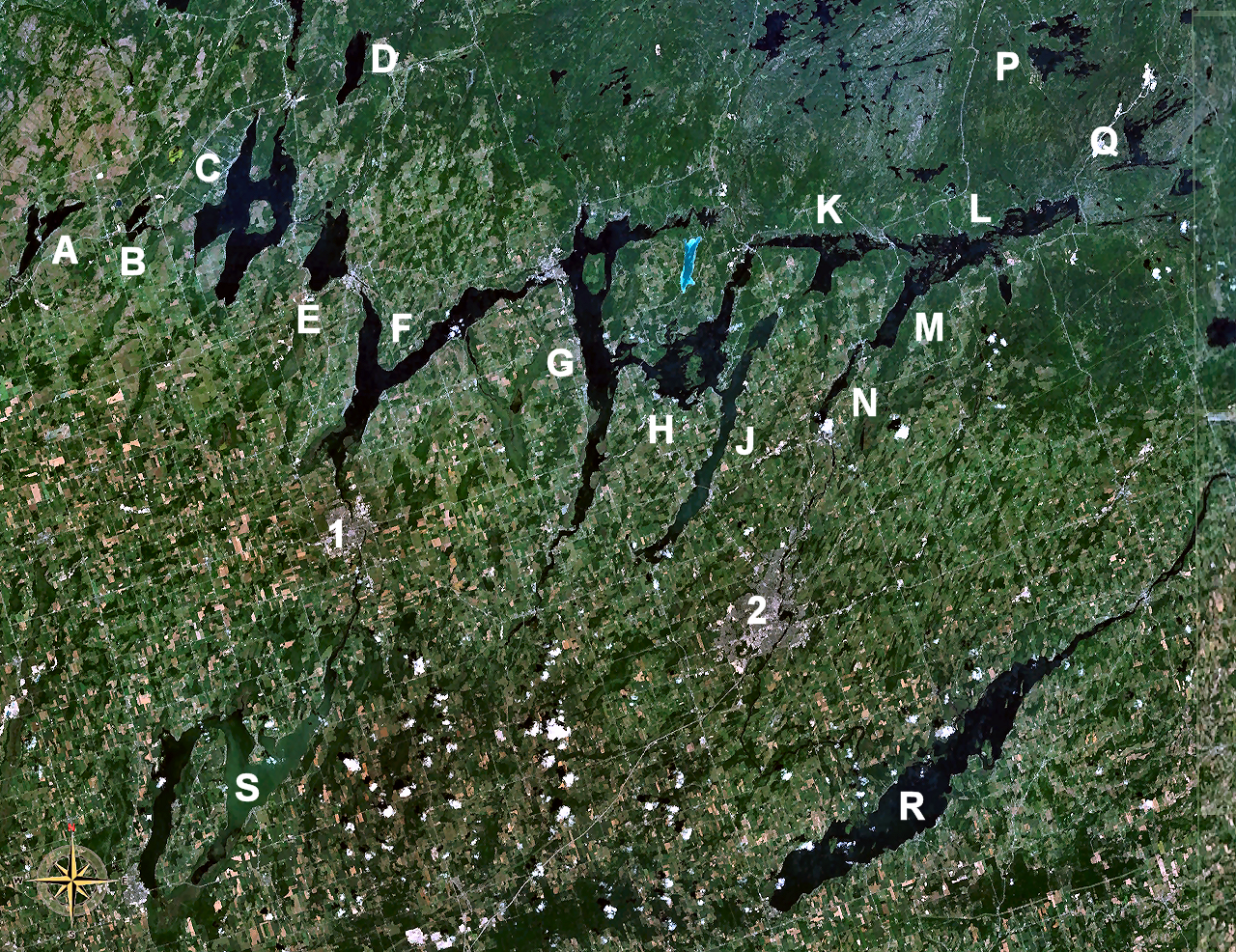
卡沃萨湖群：C.鲍尔瑟姆湖；E.卡梅伦湖；F.斯特金湖；G.皮金湖；H.斯托尼湖；J.切孟湖；L.斯托尼湖；M.克利尔湖；N.Katchewanooka Lake；S.斯库戈格湖。

卡沃萨湖群（英語：Kawartha lakes）指加拿大安大略省东南部的一系列湖泊，位于彼得伯勒西部和北部，多伦多东北50～115公里。湖群的湖泊面积在5～47平方公里范围内，湖与湖之间主要通过特伦特－塞文水道相连通。卡沃萨湖群过去是伐木业中心，现为避暑胜地。湖名源自休伦印第安人的语言，意为“明亮的水和快乐的土地”。